# Японцы в Гонконге
Японцы — одна из нескольких групп некоренного населения Гонконга. Согласно данным переписи населения 2011 года в Гонконге официально проживало 12,6 тыс. японцев, согласно японской официальной статистике (учитываются граждане, ставшие на учёт в консульстве Японии в Гонконге) по состоянию на 2010 год — 21,6 тыс., по состоянию на 2015 год — 27,4 тыс.. Большинство японцев, проживающих в Гонконге — это бизнесмены и специалисты, а также члены их семей.
Среди гонконгских японцев 77,4 % говорили на японском языке, 17,2 % — на английском языке, 3,9 % — на кантонском диалекте, 1 % — на языке путунхуа. Кроме японских экспатов, в Гонконге ежегодно бывает множество японских туристов (поток вырос с 1 млн в 1987 году до 2,4 млн в 1996 году).

## История
Первые японцы появились в Гонконге в конце сёгуната Токугава, когда прекратилась политика сакоку. С началом регулярного судоходства между портами Японии и Гонконгом в британской колонии стали оседать японские коммерсанты и проститутки (караюки). К 1880 году в Гонконге было зарегистрировано 60 женщин и 26 мужчин японской национальности, а к концу периода Мэйдзи в колонии проживало около 200 японцев. К неудовольствию японского правительства, которое беспокоилось за репутацию страны за рубежом, среди ранних японских мигрантов в Гонконге было немало проституток и батраков, которые безбилетниками пробирались на угольные суда, шедшие из Нагасаки и Китакюсю. Однако усилия японского консульства не давали существенных результатов, а японские проститутки пользовались большим спросом в Гонконге.
В начале XX века в Гонконге существовали Японский клуб с библиотекой и рестораном, японская начальная школа, Гонконгско-японская торговая палата, на кладбище в районе Хэппи-Вэлли имелся большой японский участок, а в Ваньчае — маленький японский храм. Свои офисы в Гонконге имели Mitsui Bussan, Mitsubishi, Yokogama Shokin Bank и Taiwan Bank.
После начала японской интервенции в Маньчжурию (1931) среди китайского населения Гонконга резко возросли антияпонские настроения. В сентябре 1931 года китайская молодёжь начала кидать камни в витрины японских баров в Ваньчае и сожгла японский флаг с японской школы в Сайване. Постепенно беспорядки переросли в нападения на японцев. Кульминация наступила, когда большая толпа напала на японскую семью в Коулуне, убив пять человек. В ответ британские власти объявили в Гонконге чрезвычайное положение.
В 1930-х годах японская община Гонконга существенно не возросла. Продолжали работать японские бары, компании и школы в Ваньчае и Сайване. Накануне японского вторжения в Гонконг число японцев в колонии сократилось до 80 человек. В декабре 1941 года японские войска сломили сопротивление британского гарнизона и оккупировали Гонконг. Вслед за войсками в город прибыло небольшое число японских гражданских лиц, преимущественно имперских чиновников и членов семей офицеров.
После Второй мировой войны, с восстановлением японской экономики, увеличился приток японских инвестиций в экономику Гонконга, вслед за чем начала расти и японская община колонии. С 1981 по 1999 год число японцев в Гонконге выросло с 7,8 тыс. до 23,5 тыс. человек, а число японских компаний, представленных в Гонконге, выросло между 1988 и 1994 годами с 1088 до 2197. Китайская политика реформ и открытости, а также передача Гонконга КНР в 1997 году привели к тому, что многие японские компании перевели свои производственные мощности в соседний Гуандун, однако Гонконг сохранил за собой статус финансового и посреднического центра Южного Китая.
Согласно переписи 2001 года в Гонконге проживало 14,1 тыс. японцев, а согласно данным японского консульства в 2004 году в городе насчитывалось 25,6 тыс. японцев (крупнейшая община сложилась в Восточном округе).

## Современное положение
По состоянию на 2011 год крупнейшие общины японцев проживали в Восточном округе (2,9 тыс.), округе Коулун-Сити (2,3 тыс.), Центральном и Западном округе (1 тыс.) и округе Сатхинь (0,7 тыс.).
В Гонконге работает немало крупных японских компаний, нанимающих японских специалистов и менеджеров, в том числе торговые сети Aeon, Mitsukoshi, Sogo, Seibu и Seiyu, сети ресторанов Yoshinoya, Ajisen Ramen и Genki Sushi, банки Mitsubishi UFJ Trust and Banking Corporation, Bank of Tokyo-Mitsubishi UFJ, Mizuho Corporate Bank, Sumitomo Mitsui Banking Corporation, Bank of Yokohama, Nanto Bank, Shiga Bank, Shinkin Central Bank, Shizuoka Bank, Chiba Bank, Chugoku Bank, Iyo Bank, Hachijuni Bank и Oita Bank. Среди японских бизнесменов и менеджеров различных уровней высок процент женщин. Крупнейшей газетой японской общины Гонконга является Hong Kong Post (香港ポスト), издающаяся с 1987 года на японском языке.
В Гонконге существует Гонконгско-японская школа (англ. Hong Kong Japanese School) с кампусами в Хэппи-Вэлли (начальная школа), Бремар-Хилл (средняя школа) и Тайпоу (международная средняя школа). Среди видных представителей японской общины Гонконга — актриса и режиссёр Энн Хёй, фигурист Тацуя Танака и фигуристка Тамами Оно.
Наибольшая японская община сконцентрирована в районе Хунхам округа Коулун-Сити. На пешеходной улице Сункит-стрит (Sung Kit Street), также известной как «Джапан-стрит», расположены японские рестораны и магазины, которые славятся на весь Гонконг своими суши, сашими и другими блюдами с морепродуктами (морские ежи, полурыловые, сардины и ставриды).